# Ahn Hyo-yeon
Ahn Hyo-yeon (koreanisch 안효연; * 16. April 1978 in Incheon) ist ein südkoreanischer Fußballspieler.
Er spielte bisher für Kyōto Purple Sanga und Yokohama FC in Japan und für Busan IPark, Suwon Samsung Bluewings, Seongnam Ilhwa Chunma und Chunnam Dragons in Südkorea. Er war außerdem als Spieler für Home United registriert. Im September 2010 trat er Persela Lamongan bei, verließ den Verein aber schon im Januar 2011.
Ahn spielte für die südkoreanische Nationalmannschaft beim FIFA-Konföderationen-Pokal 2001 in Südkorea und Japan. Außerdem spielte er für Südkorea bei der U-17-Fußball-Weltmeisterschaft 1997.